# استاری سینتاش
استاری سینتاش (انگلیسی: Stary Syntash) یک شهرک در شهرستان بلاگووارسکی باشقیرستان کشور روسیه است.